# Малые Милешты
Малые Милешты (также Милештий Мичь; рум. Mileștii Mici) — село в Яловенском районе Молдавии. Является административным центром коммуны Малые Милешты, включающей также село Пятра Албэ.

## География
Село Малые Милешты расположено примерно в 12 км к югу от центра города Кишинёва и в 3 км к юго-востоку от города Яловены на высоте 140 метров над уровнем моря. Севернее села протекает река Ишновец, а южнее — река Ботна.
Село славится своими подземными винными галереями, которые в 2005 году попали в Книгу рекордов Гиннесса как самые большие в мире.

## Население
По данным переписи населения 2004 года, в селе Милештий Мичь проживает 3693 человека (1770 мужчин, 1923 женщины).
Этнический состав села:
| Национальность | Число жителей | Процентный состав |
| -------------- | ------------- | ----------------- |
| молдаване      | 3634          | 98,4              |
| украинцы       | 19            | 0,51              |
| румыны         | 19            | 0,51              |
| русские        | 13            | 0,35              |
| гагаузы        | 4             | 0,11              |
| болгары        | 2             | 0,05              |
| прочие         | 2             | 0,05              |
| Всего          | 3693          | 100%              |